# Сборная Латвии по футболу (до 17 лет)
Сборная Латвии по футболу до 17 лет — национальная сборная Латвии, представляющая Латвию на футбольных соревнованиях среди игроков не старше 17 лет. На чемпионатах Европы и мира не выступала ни разу.

## Состав сборной
Количество игр и голов по состоянию на 29 июня 2025 года.
| Имя                       | Дата рождения             | Клуб           | Матчи (голы) | Дебют за сборную                           |
| Вратари                   | Вратари                   | Вратари        | Вратари      | Вратари                                    |
| ------------------------- | ------------------------- | -------------- | ------------ | ------------------------------------------ |
| Томс Петрович             | 29 июня 2009 (16 лет)     | Супер Нова-2   | 4 (−10)      | против Боснии и Герцеговины 11 апреля 2025 |
| Эмилс Фрейманис           | 26 января 2009 (16 лет)   | Албертс        | 2 (−3)       | против Люксембурга 13 апреля 2025          |
| Защитники                 |                           |                |              |                                            |
| Егор Блажевич             | 17 ноября 2009 (15 лет)   | Рига-2         | 8 (0)        | против Швеции 24 октября 2024              |
| Кристерс Яунитис          | 27 января 2009 (16 лет)   | Метта U17      | 3 (0)        | против Боснии и Герцеговины 11 апреля 2025 |
| Денис Денисов             | 26 февраля 2009 (16 лет)  | Рижская ФШ U17 | 6 (0)        | против Боснии и Герцеговины 11 апреля 2025 |
| Эрнестс Озолиньш          | 25 августа 2009 (15 лет)  | Метта U17      | 6 (0)        | против Боснии и Герцеговины 11 апреля 2025 |
| Максим Сарапулов          | 15 января 2009 (16 лет)   | Рига-2         | 6 (0)        | против Боснии и Герцеговины 11 апреля 2025 |
| Ремс Трушевскис           | 27 июня 2009 (16 лет)     | Албертс-2      | 3 (0)        | против Боснии и Герцеговины 11 апреля 2025 |
| Марк Швед                 | 21 октября 2009 (15 лет)  | Метта U17      | 2 (0)        | против Боснии и Герцеговины 11 апреля 2025 |
| Максим Голубок            | 1 апреля 2009 (16 лет)    | Рижская ФШ U17 | 3 (0)        | против Боснии и Герцеговины 11 апреля 2025 |
| Оскарс Шулцс              | 19 мая 2009 (16 лет)      | Моленбек (юн.) | 3 (0)        | против Финляндии 25 июня 2025              |
| Адрианс Лицитис           | 17 апреля 2009 (16 лет)   | Метта U17      | 0 (0)        | —                                          |
| Никита Огиенко            | 20 декабря 2009 (15 лет)  | Даугавпилс U17 | 3 (1)        | против Финляндии 25 июня 2025              |
| Валтерс Эмилс Трищенко    | 24 января 2009 (16 лет)   | ФШ Лиепая U17  | 3 (0)        | против Финляндии 25 июня 2025              |
| Полузащитники             |                           |                |              |                                            |
| Паулс Пинкулис            | 1 марта 2009 (16 лет)     | Метта U17      | 6 (0)        | против Боснии и Герцеговины 11 апреля 2025 |
| Карлис Миезис             | 22 марта 2009 (16 лет)    | Метта U17      | 6 (0)        | против Боснии и Герцеговины 11 апреля 2025 |
| Микелис Кришьянис Менникс | 22 мая 2009 (16 лет)      | Метта U17      | 6 (1)        | против Боснии и Герцеговины 11 апреля 2025 |
| Алим Савельев             | 7 апреля 2009 (16 лет)    | Даугавпилс U17 | 6 (1)        | против Боснии и Герцеговины 11 апреля 2025 |
| Эрнестс Ивановскис-Пигитс | 29 августа 2009 (15 лет)  | Метта U17      | 5 (3)        | против Боснии и Герцеговины 11 апреля 2025 |
| Фабио Себастиан Роша      | 25 мая 2009 (16 лет)      | Албертс        | 0 (0)        | —                                          |
| Алекс Щербинскис          | 28 октября 2009 (15 лет)  | Метта U17      | 3 (1)        | против Финляндии 25 июня 2025              |
| Нападающие                |                           |                |              |                                            |
| Дейвидс Балтрушайтис      | 30 июля 2009 (16 лет)     | Метта U17      | 4 (0)        | против Боснии и Герцеговины 11 апреля 2025 |
| Мартиньш Микус Розитис    | 8 января 2009 (16 лет)    | Метта U17      | 6 (1)        | против Боснии и Герцеговины 11 апреля 2025 |
| Илья Анохин               | 25 июня 2009 (16 лет)     | Рига Маринерс  | 5 (0)        | против Боснии и Герцеговины 11 апреля 2025 |
| Марко Николас Баярс       | 12 сентября 2009 (15 лет) | Герта U17      | 3 (1)        | против Боснии и Герцеговины 11 апреля 2025 |
| Георгий Бомбанс           | 10 августа 2009 (15 лет)  | Супер Нова     | 6 (4)        | против Боснии и Герцеговины 11 апреля 2025 |
| Ралфс Блумс               | 6 февраля 2009 (16 лет)   | Албертс        | 3 (0)        | против Финляндии 25 июня 2025              |
| Никита Соломонов          | 14 июля 2009 (16 лет)     | Вентспилс      | 3 (2)        | против Финляндии 25 июня 2025              |

### Кандидаты
| Имя                     | Дата рождения            | Клуб           | Матчи (голы) | Дебют за сборную |
| Вратари                 | Вратари                  | Вратари        | Вратари      | Вратари          |
| ----------------------- | ------------------------ | -------------- | ------------ | ---------------- |
| Даниэль Аронишко        | 9 марта 2009 (16 лет)    | Даугавпилс U17 | 0 (0)        | —                |
| Защитники               |                          |                |              |                  |
| Полузащитники           |                          |                |              |                  |
| Ренарс Плотка           | 27 марта 2009 (16 лет)   | Резекне        | 0 (0)        | —                |
| Даниэль Вишняков        | 10 марта 2009 (16 лет)   | Резекне        | 0 (0)        | —                |
| Нападающие              |                          |                |              |                  |
| Бруно Андрис Йиргенсонс | 16 октября 2009 (15 лет) | Албертс        | 0 (0)        | —                |

## Тренерский штаб
По состоянию на 20 июня 2025 года.
| Должность       | Имя               |
| --------------- | ----------------- |
| Главный тренер  | Андрей Глущук     |
| Тренер          | Карлис Витолиньш  |
| Тренер          | Марис Смирнов     |
| Тренер вратарей | Кристерс Путниньш |
| Врач            | Анатолий Макеев   |
| Физиотерапевт   | Риналдс Ефимов    |
| Менеджер        | Айварс Вайводс    |

## Главные тренеры
- Юрий Андреев (1993)
- Янис Дрейманис (1994)
- Юрис Доценко (1995)
- Илмарс Лиепиньш (1996)
- Валерий Семёнов (1997)
- Янис Зунтнерс (1998)
- Янис Дрейманис (1999–2000)
- Владимир Беляев (2001)
- Анатолий Чебан (2002)
- Михаил Конев (2003)
- Владимир Бешкарев (2004–2005)
- Геннадий Шитик (2005)
- Владимир Беляев (2006)
- Анатолий Чебан (2007)
- Янис Дрейманис (2008)
- Виктор Вицеховский (2009)
- Олег Благонадеждин (2010–2011)
- Владимир Беляев (2011)
- Игорь Степанов (2012–2018[2])
- Александр Басов (2019[2] – 4 февраля 2020[3])
- Юргис Пучинскас (4 февраля 2020[3] – 7 декабря 2023[4])
- Андрей Глущук (с 23 февраля 2024[5])